# Copa do Mundo FIFA de 2010 – Grupo B

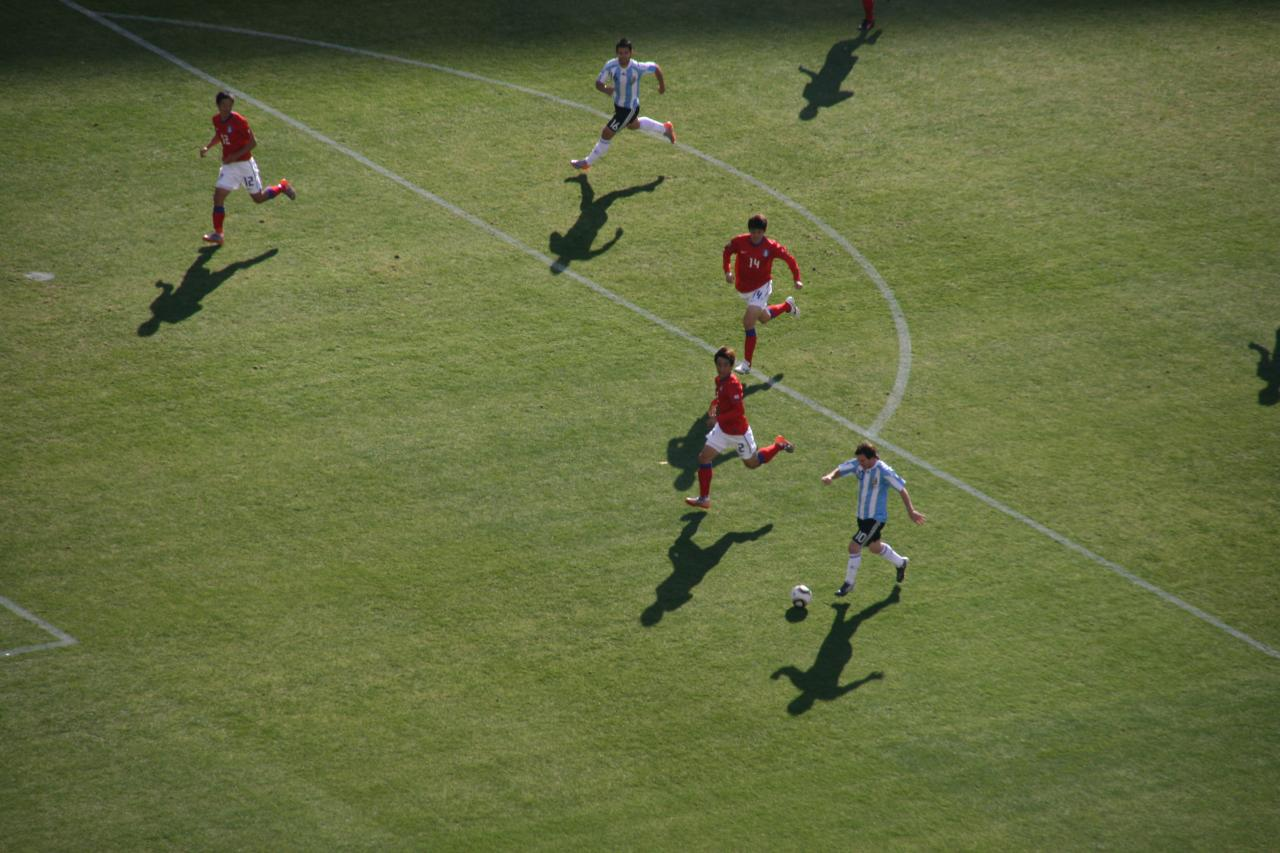
Argentina vs Coréia do Sul.

As partidas do grupo B da Copa do Mundo FIFA de 2010 ocorreram entre os dias 12 e 22 de junho de 2010. O grupo incluía as seleções da Argentina, Coreia do Sul, Grécia e Nigéria.
Na Copa de 1986 no México, a Argentina e a Coreia do Sul se enfrentaram pelo Grupo A; a Argentina venceu por 3 a 1. Na Copa de 1994 nos Estados Unidos, três dos quatro times (Argentina, Nigéria e Grécia) se enfrentaram pelo Grupo D com a Bulgária. A Nigéria, a Argentina e a Bulgária se qualificaram para as oitavas-de-final, onde a Nigéria e a Argentina perderam para a Itália (por 2 a 1) e para a Romênia (por 3 a 2), respectivamente, com a Bulgária avançando para as semifinais. Na Copa de 2002 no Japão e na Coreia do Sul, a Argentina e a Nigéria se enfrentaram no Grupo F; a Argentina venceu por 1 a 0, resultado que se repetiu em 2010. A Grécia obteve os primeiros gols em Copas do Mundo e os primeiros pontos com uma vitória de virada por 2 a 1 contra a Nigéria.
A Argentina, seleção vencedora deste grupo, enfrentou o México, segundo colocado do Grupo A, nas oitavas-de-final. A Coreia do Sul, segunda colocada neste grupo, enfrentou o Uruguai, primeiro colocado do Grupo A.

## Encontros anteriores em Copas do Mundo
- Coreia do Sul x Grécia: nenhum encontro
- Argentina x Nigéria:
  - 1994, fase de grupos: Argentina 2–1 Nigéria
  - 2002, fase de grupos: Argentina 1–0 Nigéria

- Argentina x Coreia do Sul:
  - 1986, fase de grupos: Argentina 3–1 Coreia do Sul

- Grécia x Nigéria:
  - 1994, fase de grupos: Grécia 0–2 Nigéria

- Nigéria x Coreia do Sul: nenhum encontro

- Grécia x Argentina:
  - 1994, fase de grupos: Argentina 4–0 Grécia

## Classificação
| Pos | Equipe        | Pts | J | V | E | D | GP | GC | SG | Classificado      |
| --- | ------------- | --- | - | - | - | - | -- | -- | -- | ----------------- |
| 1   | Argentina     | 9   | 3 | 3 | 0 | 0 | 7  | 1  | +6 | Fase eliminatória |
| 2   | Coreia do Sul | 4   | 3 | 1 | 1 | 1 | 5  | 6  | −1 | Fase eliminatória |
| 3   | Grécia        | 3   | 3 | 1 | 0 | 2 | 2  | 5  | −3 | Eliminado         |
| 4   | Nigéria       | 1   | 3 | 0 | 1 | 2 | 3  | 5  | −2 | Eliminado         |

## Resultados
As partidas estão no fuso horário da África do Sul (UTC+2).

### Coreia do Sul – Grécia
| 12 de junho | Coreia do Sul                      | 2 – 0     | Grécia | Nelson Mandela Bay Stadium, Porto Elizabeth |
| 13:30       | Lee Jung-Soo 7' · Park Ji-Sung 52' | Relatório |        | Público: 31 513 Árbitro: NZL Michael Hester |

| Coreia Sul | Grécia |

| G              | 18 | Jung Sung-Ryong |  |       |
| LD             | 22 | Cha Du-Ri       |  |       |
| Z              | 4  | Cho Yong-Hyung  |  |       |
| Z              | 14 | Lee Jung-Soo    |  |       |
| LE             | 12 | Lee Young-Pyo   |  |       |
| V              | 8  | Kim Jung-Woo    |  |       |
| V              | 16 | Ki Sung-Yong    |  | 74'   |
| V              | 17 | Lee Chung-Yong  |  | 90+1' |
| M              | 7  | Park Ji-Sung    |  |       |
| M              | 19 | Yeom Ki-Hun     |  |       |
| A              | 10 | Park Chu-Young  |  | 87'   |
| Substituições: |    |                 |  |       |
| V              | 5  | Kim Nam-Il      |  | 74'   |
| M              | 13 | Kim Jae-Sung    |  | 90+1' |
| A              | 11 | Lee Seung-Ryul  |  | 87'   |
| Treinador:     |    |                 |  |       |
| Huh Jung-Moo   |    |                 |  |       |

| G              | 12 | Alexandros Tzorvas    |  |     |
| LD             | 2  | Giourkas Seitaridis   |  |     |
| Z              | 8  | Avraam Papadopoulos   |  |     |
| Z              | 11 | Loukas Vyntra         |  |     |
| LE             | 15 | Vasilis Torosidis     |  |     |
| V              | 6  | Alexandros Tziolis    |  |     |
| V              | 21 | Kostas Katsouranis    |  |     |
| M              | 10 | Giorgos Karagounis    |  | 45' |
| A              | 7  | Georgios Samaras      |  | 59' |
| A              | 9  | Angelos Charisteas    |  | 61' |
| A              | 17 | Theofanis Gekas       |  |     |
| Substituições: |    |                       |  |     |
| V              | 3  | Christos Patsatzoglou |  | 45' |
| A              | 14 | Dimitris Salpigidis   |  | 59' |
| A              | 20 | Pantelis Kapetanos    |  | 61' |
| Treinador:     |    |                       |  |     |
| Otto Rehhagel  |    |                       |  |     |

Homem da partida
- Park Ji-Sung

### Argentina – Nigéria
| 12 de junho | Argentina | 1 – 0     | Nigéria | Ellis Park Stadium, Joanesburgo             |
| 16:00       | Heinze 6' | Relatório |         | Público: 55 686 Árbitro: GER Wolfgang Stark |

| Argentina | Nigéria |

| G              | 22 | Sergio Romero        |     |     |
| LD             | 17 | Jonás Gutiérrez      | 41' |     |
| Z              | 2  | Martín Demichelis    |     |     |
| Z              | 13 | Walter Samuel        |     |     |
| Z              | 6  | Gabriel Heinze       |     |     |
| V              | 14 | Javier Mascherano    |     |     |
| V              | 8  | Juan Sebastián Verón |     | 73' |
| M              | 7  | Ángel Di María       |     | 85' |
| A              | 10 | Lionel Messi         |     |     |
| A              | 11 | Carlos Tévez         |     |     |
| A              | 9  | Gonzalo Higuaín      |     | 78' |
| Substituições: |    |                      |     |     |
| Z              | 4  | Nicolás Burdisso     |     | 85' |
| M              | 20 | Maxi Rodríguez       |     | 73' |
| A              | 19 | Diego Milito         |     | 78' |
| Treinador:     |    |                      |     |     |
| Diego Maradona |    |                      |     |     |

| G              | 1  | Vincent Enyeama  |     |     |
| LD             | 17 | Chidi Odiah      |     |     |
| Z              | 2  | Joseph Yobo      |     |     |
| Z              | 6  | Danny Shittu     |     |     |
| LE             | 3  | Taye Taiwo       |     | 75' |
| V              | 20 | Dickson Etuhu    |     |     |
| V              | 14 | Sani Kaita       |     |     |
| V              | 15 | Lukman Haruna    | 77' |     |
| M              | 19 | Chinedu Obasi    |     | 60' |
| M              | 18 | Victor Obinna    |     | 51' |
| A              | 8  | Yakubu           |     |     |
| Substituições: |    |                  |     |     |
| M              | 12 | Kalu Uche        |     | 75' |
| A              | 9  | Obafemi Martins  |     | 51' |
| A              | 11 | Peter Odemwingie |     | 60' |
| Treinador:     |    |                  |     |     |
| Lars Lagerbäck |    |                  |     |     |

Homem da partida
- Vincent Enyeama

### Argentina – Coreia do Sul
| 17 de junho | Argentina                                         | 4 – 1     | Coreia do Sul        | Soccer City, Joanesburgo                        |
| 13:30       | Park Chu-Young 17' (g.c.) · Higuaín 33', 76', 80' | Relatório | Lee Chung-Yong 45+1' | Público: 82 174 Árbitro: BEL Frank De Bleeckere |

| Argentina | Coreia Sul |

| G              | 22 | Sergio Romero     |     |     |
| LD             | 17 | Jonás Gutiérrez   | 54' |     |
| Z              | 2  | Martín Demichelis |     |     |
| Z              | 13 | Walter Samuel     |     | 23' |
| LE             | 6  | Gabriel Heinze    | 74' |     |
| V              | 14 | Javier Mascherano | 55' |     |
| M              | 7  | Ángel Di María    |     |     |
| M              | 20 | Maxi Rodríguez    |     |     |
| A              | 9  | Gonzalo Higuaín   |     | 82' |
| A              | 10 | Lionel Messi      |     |     |
| A              | 11 | Carlos Tévez      |     | 75' |
| Substituições: |    |                   |     |     |
| Z              | 4  | Nicolás Burdisso  |     | 23' |
| V              | 5  | Mario Bolatti     |     | 82' |
| A              | 16 | Sergio Agüero     |     | 75' |
| Treinador:     |    |                   |     |     |
| Diego Maradona |    |                   |     |     |

| G              | 18 | Jung Sung-Ryong |     |     |
| LD             | 2  | Oh Beom-Seok    |     |     |
| Z              | 4  | Cho Yong-Hyung  |     |     |
| Z              | 14 | Lee Jung-Soo    |     |     |
| LE             | 12 | Lee Young-Pyo   |     |     |
| V              | 8  | Kim Jung-Woo    |     |     |
| V              | 16 | Ki Sung-Yong    |     | 46' |
| M              | 7  | Park Ji-Sung    |     |     |
| M              | 17 | Lee Chung-Yong  | 34' |     |
| A              | 10 | Park Chu-Young  |     | 81' |
| A              | 19 | Yeom Ki-Hun     | 10' |     |
| Substituições: |    |                 |     |     |
| V              | 5  | Kim Nam-Il      |     | 46' |
| A              | 20 | Lee Dong-Gook   |     | 81' |
| Treinador:     |    |                 |     |     |
| Huh Jung-Moo   |    |                 |     |     |

Homem da partida
- Gonzalo Higuaín

### Grécia – Nigéria
| 17 de junho | Grécia                         | 2 – 1     | Nigéria  | Free State Stadium, Bloemfontein        |
| 16:00       | Salpigidis 44' · Torosidis 71' | Relatório | Uche 16' | Público: 31 593 Árbitro: COL Óscar Ruiz |

| Grécia | Nigéria |

| G              | 12 | Alexandros Tzorvas        |     |     |
| LD             | 16 | Sotirios Kyrgiakos        |     |     |
| Z              | 11 | Loukas Vyntra             |     |     |
| Z              | 8  | Avraam Papadopoulos       |     |     |
| LE             | 15 | Vasilis Torosidis         |     |     |
| V              | 6  | Alexandros Tziolis        | 59' |     |
| V              | 19 | Sokratis Papastathopoulos | 15' | 37' |
| V              | 21 | Kostas Katsouranis        |     |     |
| M              | 10 | Giorgos Karagounis        |     |     |
| M              | 14 | Dimitris Salpigidis       |     |     |
| A              | 17 | Theofanis Gekas           |     | 79' |
| Substituições: |    |                           |     |     |
| A              | 7  | Georgios Samaras          | 88' | 37' |
| A              | 18 | Sotiris Ninis             |     | 79' |
| Treinador:     |    |                           |     |     |
| Otto Rehhagel  |    |                           |     |     |

| G              | 1  | Vincent Enyeama  |                                   |     |     |
| LD             | 17 | Chidi Odiah      |                                   |     |     |
| Z              | 2  | Joseph Yobo      |                                   |     |     |
| Z              | 6  | Danny Shittu     |                                   |     |     |
| LE             | 3  | Taye Taiwo       |                                   | 55' |     |
| V              | 14 | Sani Kaita       | Penalizado · Penalizado · Expulso |     |     |
| V              | 15 | Lukman Haruna    |                                   |     |     |
| V              | 20 | Dickson Etuhu    |                                   |     |     |
| M              | 12 | Kalu Uche        |                                   |     |     |
| A              | 11 | Peter Odemwingie |                                   | 46' |     |
| A              | 8  | Yakubu Aiyegbeni |                                   |     |     |
| Substituições: |    |                  |                                   |     |     |
| Z              | 5  | Rabiu Afolabi    |                                   |     | 77' |
| LE             | 21 | Uwa Echiéjilé    |                                   | 55' | 77' |
| A              | 19 | Chinedu Obasi    | 89'                               | 46' |     |
| Treinador:     |    |                  |                                   |     |     |
| Lars Lagerbäck |    |                  |                                   |     |     |

Homem da partida
- Vincent Enyeama

### Nigéria – Coreia do Sul
| 22 de junho | Nigéria                     | 2 – 2     | Coreia do Sul                         | Moses Mabhida Stadium, Durban                     |
| 20:30       | Uche 12' · Yakubu 69' (pen) | Relatório | Lee Jung-Soo 38' · Park Chu-Young 49' | Público: 61 874 Árbitro: POR Olegário Benquerença |

| Nigéria | Coreia Sul |

| G              | 1  | Vincent Enyeama  | 31' |     |
| LD             | 17 | Chidi Odiah      |     |     |
| Z              | 2  | Joseph Yobo      |     | 46' |
| Z              | 6  | Danny Shittu     |     |     |
| LE             | 5  | Rabiu Afolabi    |     |     |
| V              | 13 | Ayila Yussuf     | 42' |     |
| V              | 20 | Dickson Etuhu    |     |     |
| M              | 12 | Kalu Uche        |     |     |
| M              | 19 | Chinedu Obasi    | 37' |     |
| A              | 4  | Nwankwo Kanu     |     | 57' |
| A              | 8  | Yakubu Aiyegbeni |     | 70' |
| Substituições: |    |                  |     |     |
| LE             | 21 | Uwa Echiéjilé    |     | 46' |
| A              | 9  | Obafemi Martins  |     | 57' |
| A              | 18 | Victor Obinna    |     | 70' |
| Treinador:     |    |                  |     |     |
| Lars Lagerbäck |    |                  |     |     |

| G              | 18 | Jung Sung-Ryong |     |       |
| LD             | 22 | Cha Du-Ri       |     |       |
| Z              | 4  | Cho Yong-Hyung  |     |       |
| Z              | 14 | Lee Jung-Soo    |     |       |
| LE             | 12 | Lee Young-Pyo   |     |       |
| V              | 8  | Kim Jung-Woo    |     |       |
| V              | 16 | Ki Sung-Yong    |     | 87'   |
| M              | 7  | Park Ji-Sung    |     |       |
| M              | 17 | Lee Chung-Yong  |     |       |
| M              | 19 | Yeom Ki-Hun     |     | 64'   |
| A              | 10 | Park Chu-Young  |     | 90+3' |
| Substituições: |    |                 |     |       |
| Z              | 15 | Kim Dong-Jin    |     | 90+3' |
| V              | 5  | Kim Nam-Il      | 68' | 64'   |
| M              | 13 | Kim Jae-Sung    |     | 87'   |
| Treinador:     |    |                 |     |       |
| Huh Jung-Moo   |    |                 |     |       |

Homem da partida
- Kalu Uche

### Grécia – Argentina
| 22 de junho | Grécia | 0 – 2     | Argentina                    | Peter Mokaba Stadium, Polokwane              |
| 20:30       |        | Relatório | Demichelis 77' · Palermo 89' | Público: 38 891 Árbitro: UZB Ravshan Irmatov |

| Grécia | Argentina |

| G              | 12 | Alexandros Tzorvas        |     |     |
| LD             | 16 | Sotirios Kyrgiakos        |     |     |
| Z              | 8  | Avraam Papadopoulos       |     |     |
| Z              | 11 | Loukas Vyntra             |     |     |
| LE             | 15 | Vasilis Torosidis         |     | 55' |
| V              | 5  | Vangelis Moras            |     |     |
| V              | 6  | Alexandros Tziolis        |     |     |
| V              | 19 | Sokratis Papastathopoulos |     |     |
| M              | 10 | Giorgos Karagounis        |     | 46' |
| M              | 21 | Kostas Katsouranis        | 30' | 54' |
| A              | 7  | Georgios Samaras          |     |     |
| Substituições: |    |                           |     |     |
| Z              | 4  | Nikos Spiropoulos         |     | 46' |
| V              | 3  | Christos Patsatzoglou     |     | 55' |
| M              | 18 | Sotiris Ninis             |     | 54' |
| Treinador:     |    |                           |     |     |
| Otto Rehhagel  |    |                           |     |     |

| G              | 22 | Sergio Romero        |     |     |
| LD             | 4  | Nicolás Burdisso     |     |     |
| Z              | 2  | Martín Demichelis    |     |     |
| Z              | 15 | Nicolás Otamendi     |     |     |
| LE             | 3  | Clemente Rodríguez   |     |     |
| V              | 5  | Mario Bolatti        | 76' |     |
| V              | 8  | Juan Sebastián Verón |     |     |
| M              | 10 | Lionel Messi         |     |     |
| M              | 20 | Maxi Rodríguez       |     | 63' |
| A              | 16 | Sergio Agüero        |     | 77' |
| A              | 19 | Diego Milito         |     | 80' |
| Substituições: |    |                      |     |     |
| M              | 7  | Ángel Di María       |     | 63' |
| M              | 23 | Javier Pastore       |     | 77' |
| A              | 18 | Martín Palermo       |     | 80' |
| Treinador:     |    |                      |     |     |
| Diego Maradona |    |                      |     |     |

Homem da partida
- Martín Demichelis